# 스테파노 마시니

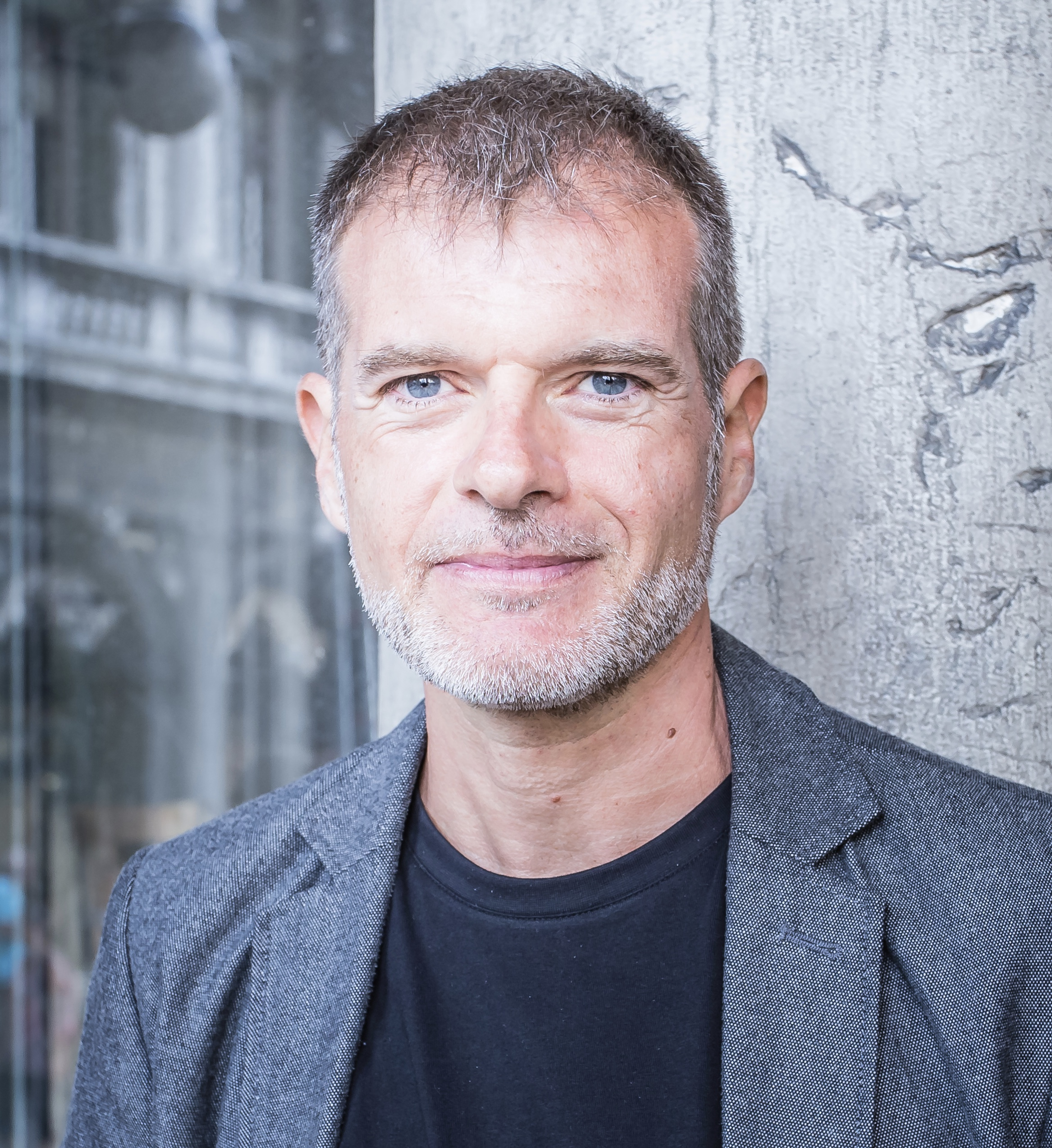

스테파노 마시니(Stefano Massini. 1975년 9월 22일 ~ )는 이탈리아의 작가, 수필가, 극작가이다.

## 생애
피렌체 대학교에서 고대 문학 전공으로 학위를 받았다. 2000년 피콜로 테아트로 디 밀라노(Piccolo Teatro di Milano)에서 루카 론코니(Luca Ronconi)의 조수로, 마조 뮤지칼레 피오렌티노 페스티벌(Maggio Musicale Fiorentino Festival)에서 국제 감독의 조수로 일하며 연극계 경력을 쌓기 시작했다. 2005년에는 ＜L’odore Assordante del Bianco＞로 이탈리아 최고 극작상인 피에르 비토리오 톤델리상(Pier Vittorio Tondelli Award)을 수상했다. 2004년에는 플라이아노상(Flaiano Prize)을 수상했고 ＜La Fine di Shavuoth＞로 발레코르시상(Vallecorsi Prize) 후보에 올랐다. 2005−2006 시즌에는 칼렌차노(Calenzano) 만초니 극장 소속 연극 센터(Theatre Centre) 여성 극장(Theatre of Women)과 협업을 시작해 ‘우리의 삼부작(Trittico delle Gabbie)’ 프로젝트를 개발했다. 2008년 경제 위기에 뒤따른 2009년에서 2012년 사이의 사건들로부터 영감을 받아, 가장 야심찬 작품이자 성공적인 작품인 ＜리먼 트릴로지(The Lehman Trilogy)＞를 썼다.